# Żywy Różaniec

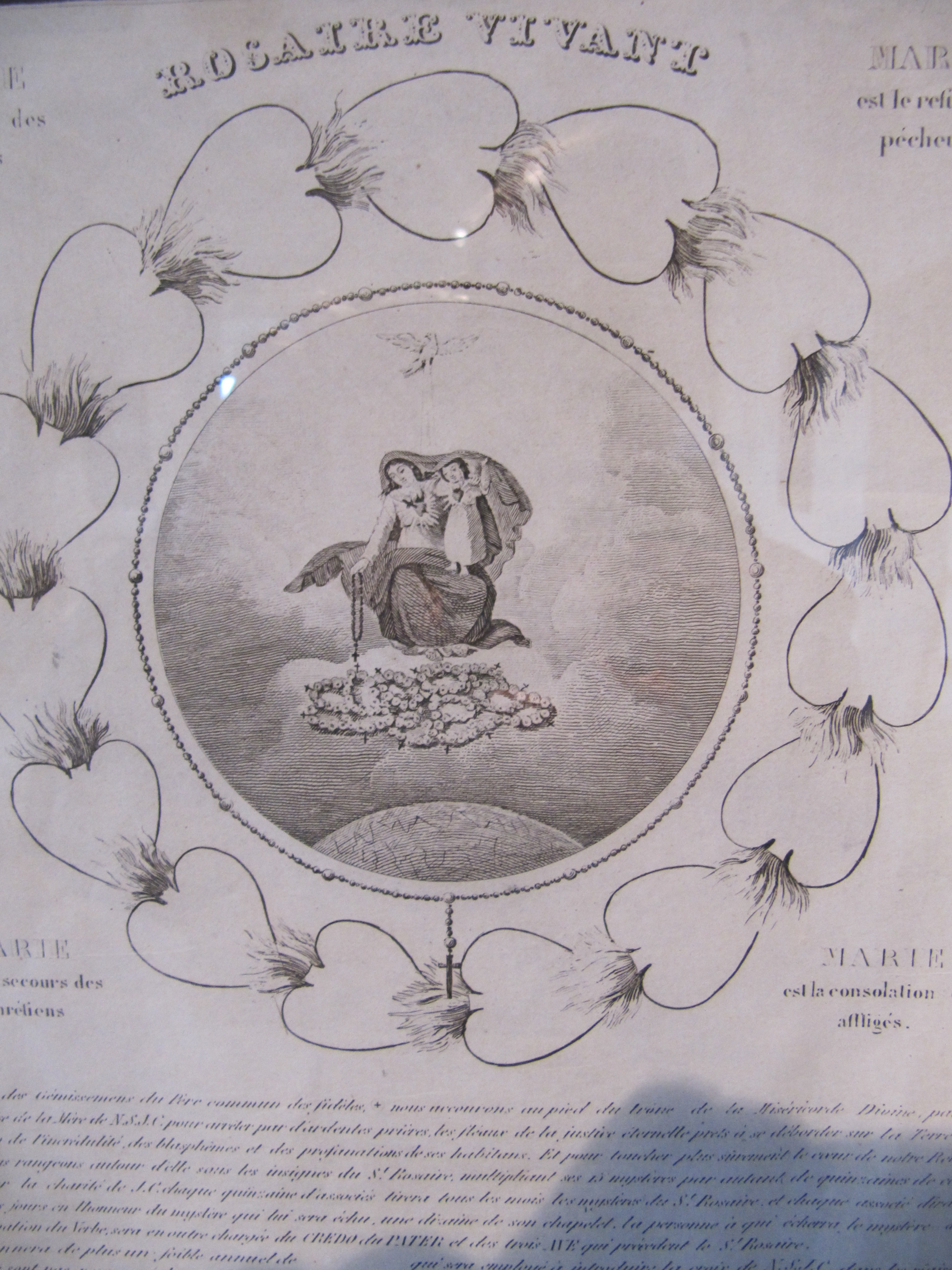
Gazeta „Rosaire Vivant” edytowana przez Pauline Marie Jaricot

Żywy Różaniec – międzynarodowy ruch religijny założony w XIX w. przez Pauline-Marie Jaricot. Ma charakter modlitewny, a jego celem jest wspomaganie misji.
Uczestnictwo w Żywym Różańcu polega na przynależności do grupy zwanej różą. Każda osoba z róży przez miesiąc odmawia jedną z tajemnic różańcowych. Pierwotnie róża liczyła 15 osób, obecnie zaś – po modyfikacji różańca przez Jana Pawła II – 20 osób (ciągle jednak istnieją grupy modlące po 15 osób – według tradycyjnego układu różańca).
W Polsce ruch ten jest bardzo rozpowszechniony, przyjmuje też formy Podwórkowych Kółek Różańcowych Dzieci, Nieustającego Różańca Papieskiego czy Różańca Rodziców. Na poziomie diecezji ustanawiani są w ramach „duszpasterstwa specjalistycznego” duszpasterze diecezjalni „Żywego Różańca”.
Od 2012 Żywy Różaniec posiada sformalizowaną strukturę w postaci Stowarzyszenia Żywy Różaniec, ze  statutem zatwierdzonym 22 czerwca 2012 uchwałą Konferencji Episkopatu Polski. Stowarzyszenia ma swoje władze zatwierdzane przez KEP i strukturę krajową oraz diecezjalną. Na czele kilkuosobowego  Zarządu stoi moderator krajowy, zaś w diecezji sprawami ŻR zajmuje się moderator diecezjalny. W parafii jest moderator parafialny, którym najczęściej jest ks. proboszcz danej parafii.  Z moderatorem parafialnym współpracują osoby świeckie odpowiedzialne za poszczególne  koła różańca (róże). Stowarzyszenie ŻR posługuje się Statutem oraz  aktualnym Ceremoniałem Żywego Różańca z 2014. 
Uchwałą Zarządu Stowarzyszenia ŻR na podstawie decyzji XIX Krajowego Zjazdu Moderatorów Diecezjalnych z 15 listopada 2021 Różaniec Rodziców został włączony do Stowarzyszenia Żywy Różaniec, z zachowaniem własnych reguł działania i akceptacją dla postanowień statutu ŻR.  
Pismem formacyjnym Żywego Różańca jest miesięcznik katolicki „Różaniec” wydawany przez Wydawnictwo Zgromadzenia Sióstr Loretanek w Rembertowie. 